# Чабрецы
Чабрецы — посёлок в Орловском районе Ростовской области.
Входит в состав Волочаевского сельского поселения.

## Население
| 2010 |
| ---- |
| 111  |

## Улицы
На хуторе имеются две улицы — Гагарина и Садовая.